# Fenomen džedaja na popisu stanovništva
Fenomen džedaja na popisu stanovništva, društveni fenomen zabilježen na popisima stanovništva širom svijeta, nastao na osnovi džedaja, fikcijske organizacije prikazane u Zvjezdanim ratovima. Prvi je put zabilježen 2001. godine kada su ga kao samonikli pokret inicirali rezidenti mnogih anglofonih zemalja, pozivajući druge da se na nacionalnim popisima izjasne o svojoj religiji kao „džedaji” ili „vitezovi džedaji” (po kvazireligijskom redu vitezova džedaja u fikcijskom svemiru Zvjezdanih ratova).
Vjeruje se da se većina samoizjašnjenih džedaja pozvala na ovu religiju iz puke zabave, da bi ismijala vladu ili iz prosvjeda protiv uključenja pitanja o religiji na obrasce za popis stanovništva.

## Odjek

### Australija
U Australiji se na popisu stanovništva 2001. godine više od 70.000 ljudi (0,37 %) izjasnilo članovima džedajskog reda. Australski ured za statistiku (engl. Australian Bureau of Statistics, akr. ABS) izdao je službeno priopćenje za tisak kao odgovor na medijski interes o ovoj temi. ABS je priopćio da će svaki odgovor koji ima veze s džedajima na pitanju o religiji klasificirati kao ‘nedefinirano’ te naglasio društveni odjek koji stvaraju 
zavaravajuće i lažne tvrdnje iskazane na popisu stanovništva. Glasnogovornik ABS-a kazao je da se „poduzima daljnja analiza odgovora s popisa stanovništva od objave prikupljenih popisnih podataka od 17. lipnja radi zasebne identifikacije broja odgovora u vezi s džedajima”.
Vjeruje se da ne postoji nikakva numerička vrijednost koja određuje da je što religija po definiciji ABS-a, već bi umjesto toga morao postojati sustav vjerovanja ili kakva filozofija, kao i nekakav oblik institucionalne ili organizacijske strukture.
Poticaj da se Australci izjasne kao članovi džedajskog reda bio je jedan od prvih primjera koncepta koji je postajao „viralni” na internetu u Australiji. Mrežno mjesto koje je postavljeno radi promicanja ovog koncepta zabilježilo je više od 100.000 posjeta u petotjednom razdoblju i prvi ga je put arhivirao Wayback Machine 21. listopada 2001.
Na popisu 2006. godine zabilježeno je 58.053 džedaja. Na popisu 2011. godine broj onih koji su izrazili svoju vjeru kao džedaji porastao je s posljednjeg popisa 2006. na 65.000.
Fenomen džedaja na popisima stanovništva privukao je pozornost sociologa religije Adama Possamaia koji je o njemu raspravljao u svojoj knjizi Religija i popularna kultura: hiperrealni zavjet (engl. Religion and Popular Culture: A Hyper-Real Testament). Possamaieva studija smjestila je džedajizam u kontekst specifične metodološke klasifikacije (‘hiperrealne religije’) i pokušala demonstrirati da postoji neprijateljstvo prema novim religijama u Australiji.
U pripremama za popis 2006. godine pojavila su se izvješća da bi upisivanje džedaja na popisu 2006. moglo dovesti do globe zbog davanja ‘lažne ili zavaravajuće’ informacije. To se zbilo usprkos prethodnim pristupima ABA-a da oni na ovo pitanje iz 2001. gledaju ‘poprilično opušteno’ i da nitko nije bio progonjen u posljednjih 15 godina.
Popunjavanje popisnog obrasca strogo je povjerljivo i, jer se prva stranica koja sadrži detalje o državljaninu odvaja od ostalih iskazanih odgovora, nemoguće je da australska vlada progoni zbog lažnih i zavaravajućih odgovora na popisna pitanja jer bi time kršila zakone o privatnosti.

### Crna Gora
Na popisu stanovništva 2011. u Crnoj Gori grupa mladića izjasnila se na pitanje o etnicitetu kao „džedaji” jer vjeruju da etnicitet ne bi danas trebalo biti pitanje.

### Češka
Preliminarni rezultati popisa stanovništva 2011. pokazali su da je 15.070 ljudi na dobrovoljno pitanje o religiji odgovorilo da pripadaju džedajskoj religiji, što je Češki statistički ured opisao kao „moralne vrijednosti vitezova džedaja”. Ured je primijetio da je riječ o međunarodnom fenomenu. Budući da popisni obrazac 2011. nije popisivao religije, koje su bile s obrasca izostavljene, ukupan broj džedaja nisu umjetno uvećali oni koji nisu bili svjesni ovog fenomena prije popunjavanja popisnog obrasca. S druge strane, mnogi su ljudi poticali druge u raspravama i potom u medijima da navedu džedajsku religiju prije popisa 2011. (kao oblik prosvjeda protiv opsega, ukupnih troškova i obveznog popunjavanja popisa), što je vjerojatno bio uzrok. Zabilježeno je da najveći broj džedaja živi u Pragu.

### Hrvatska
Na popisu stanovništva 2011. godine zabilježena su 303 Hrvata koji su se na pitanje o religiji izjasnili kao džedaji.

### Irska
U recenziji popisa 2011., objavljenoj u svibnju 2012., Odbor za javne poslove Dáila postavio je pitanje Centralnom statističkom uredu o pouzdanosti samoizjašnjenih odgovora navodeći kao primjer ljude koji su se o svojoj religiji na popisu izjasnili kao džedaji. Odgovor ureda bio je: „Vjerojatno bismo mogli kazati koji je broj ljudi koji su se deklarirali kao takvi, no to ne objavljujemo.”

### Kanada
Na popisu 2001. godine 21.000 Kanađana upisalo je za svoju religiju da su vitezovi džedaji. Ovu je činjenicu ured premijera naveo kao logičko objašnjenje toga da je popisni obrazac dug 40 stranica bio dobrovoljan. Na nacionalnom ispitivanju kućanstava ovaj se broj smanjio na 9000. Glasine govore da je fenomen počeo u Vancouveru u Britanskoj Kolumbiji. Dva radijska DJ-a s nekadašnjeg Jack FM-a otkrila su ovo pravilo i objavila ga u eteru. Potom su ustvrdili da ako se tko upiše na popisu kao džedaj, to znači jednog viteza džedaja više.

### Novi Zeland
Više od 53.000 ljudi izjasnilo se kao džedaji na popisu stanovništva 2001. na Novom Zelandu. Novi Zeland imao je te godine najveći broj zabilježenih džedaja po stanovniku u svijetu, s 1,5 % ljudi koji su za svoju religiju naveli „džedaj”. Grad Dunedin imao je najveći broj zabilježenih džedaja po stanovniku. Statistics New Zealand tretira džedajske odgovore kao „odgovor shvaćen, no neće se brojiti”. Da su džedaji prebrojeni, bili bi druga po brojnosti religija na Novom Zelandu. Postoci stanovništva po religijskoj pripadnosti bili su:
- kršćanstvo: 58,9 %
- nema religiju: 29,6 %
- uložili prigovor za neizjašnjavanjem: 6,9 %
- džedaji: 1,5 %
- budizam: 1,2 %
- hinduizam: 1,2 %

Pet godina poslije na Novom se Zelandu dogodilo smanjenje broja džedaja, a oko 20.000 ljudi izjasnilo je to za svoju religiju na popisu 2006. Ne zna se je li se njihov broj nastavio smanjivati jer popis 2011. nije dovršen zbog potresa u Christchurchu.

### Srbija
640 Srba identificiralo se kao džedaji.

### Ujedinjena Kraljevina

#### Engleska i Wales
U Engleskoj i Walesu 390.127 ljudi (skoro 0,8 %) deklariralo je svoju religiju kao džedaji na svojim popisnim obrascima 2001. godine, nadmašivši sikizam, judaizam i budizam te postavši četvrta religija po izjašnjenosti u zemlji. Na popisu 2001. 2,6 % stanovništva Brightona izjasnilo se kao džedaji. Postoci religijske pripadnosti bili su:
- kršćani: 70,0 %
- nema religiju: 14,7 %
- izabralo je ne odgovoriti: 7,8 %
- muslimani: 3,1 %
- hinduisti: 2,1 %
- džedaji: 0,7 %

Prije popisa stanovništva bilo je potvrđeno da državljani nisu podložni globi u vezi s 10. pitanjem (o religiji). To je bilo odlučeno na temelju Poglavlja 1. (2.) Zakona o izmjeni i dopuni Zakona o popisu stanovništva (2000.), kojim je dopunjeno Poglavlje 8. Zakona o popisu stanovništva iz 2000. na način da „ni jedna osoba nije podložna kazni navedenoj u Potpoglavlju (1.) zbog odbijanja ili zanemarivanja izricanja ikakvih pojedinosti u vezi s religijom”. Izmjena u zakonu implementirana je Odredbom o izmjeni i dopuni Zakona o popisu stanovništva 2000. i Pravilima o izmjeni i dopuni Zakona o popisu stanovništva 2000.
Džedajima je dodijeljen zaseban kôd u Ujedinjenoj Kraljevini za obradbu popisa, tj. broj 896. Službenici iz Ureda za nacionalnu statistiku istaknuli su da to samo znači da je to registrirano kao uobičajen odgovor na pitanje o „religiji” i da se time ne stječe nikakav status službenog priznanja. John Pullinger, direktor izvješćivanja i analize za popis stanovništva, primijetio je da su mnogi ljudi, koji u suprotnom ne bi bili ispunili popisni obrazac, činili to isključivo da se izjasne kao džedaji pa je ova šala pomogla poboljšati kvalitetu popisa stanovništva. Ured za nacionalnu statistiku otkrio je njihov ukupni broj u priopćenju za tisak naslovljenu „Postoji 390.000 džedaja” (engl. 390,000 Jedis there are).
U lipnju 2005. Jamie Reed, novoizabrani laburistički parlamentarni zastupnik Copelanda u Cumbriji, u svojem se inauguralnom govoru deklarirao prvim džedajskim parlamentarnim zastupnikom. Izjavu, koja je izrečena u kontekstu tekuće debate koja se ticala zakona o poticanju religijske mržnje, potvrdio je Reedov ured time da je bilo riječ o šali, a ne ozbiljnoj tvrdnji o vjeri. Tijekom sljedeće rasprave odbora o ovom zakonu konzervativni parlamentarni zastupnik Beaconsfielda Dominic Grieve predložio je „malo šale” time da se izuzmu vitezovi džedaji od zaštite predviđene predloženim zakonom, zajedno sa sotonistima i zagovornicima životinjske žrtve, ilustrirajući teškoću definiranja religijskog vjerovanja u zakonodavstvu. Slično tomu, u travnju 2006. Edward Leigh, konzervativni parlamentarni zastupnik Gainsborougha, tijekom rasprave odbora o zakonu o obrazovanju i inspekcijama postavio je pitanje da li bi mu dopustili otvorenje vjerske škole vitezova džedaja.
Dva su džedaja 16. studenoga 2006. poslala službenicima UN-a prosvjedno pismo u vezi s priznanjem Međunarodnog dana tolerancije. U pismu su zahtijevali da se dan preimenuje u „UN-ov međuzvjezdani dan tolerancije” i citirali popis 2001. koji svjedoči o 390.000 džedaja u Engleskoj i Walesu.
S obzirom na brojke dobivene popisom 2011., broj se džedaja smanjio na 176.632 čime su zauzeli sedmo mjesto, pavši ispod judaizma i budizma, no i dalje prilično brojčano nadjačavši sve ostale alternativne i rugalačke religije. Magazin Metal Hammer također je hrabrio čitatelje da za svoju religiju navedu „heavy metal” što je dovelo do više od 6000 odgovora.

#### Škotska
U Škotskoj su se 14.052 čovjeka izjasnila da su džedaji njihova trenutačna religija (14.014 „džedaja”, 24 pripadnika „džedajskog reda” i 24 „sita”), a 2733 ispitanika izjavila su na popisu 2001. da je to bila njihova religija odmalena (2682 „džedaja”, 36 pripadnika „džedajskog reda” i 15 pripadnika „tamne strane”). Udio ljudi koji su se o svojoj religiji izjasnili kao džedaji bio je manji u Škotskoj od onoga u Engleskoj i Walesu, tj. 0,277 %.
U travnju 2009. doznalo se da je osam policijskih službenika u najvećoj škotskoj policijskoj sili Strathclydeu navelo u dobrovoljnim obrascima da su njihova službena religija džedaji. Detalje je prikupio Jane's Police Review u zahtjevu za slobodu informacija.

## Kritika
Neke ateističke grupe prigovaraju nereligioznim pojedincima koji odgovaraju bilo kojim šaljivim odgovorom da to vodi podcjenjivanju broja nereligioznih ljudi i smanjenju njihova političkog utjecaja.

## Vanjske poveznice
- The 2001 Census, Religion and the Jedi [Popis 2001., religija i džedaji]  Arhivirana inačica izvorne stranice od 24. listopada 2008. (Wayback Machine) – Australski ured za statistiku, priopćenje za tisak